# C. W. Kahles
Charles William Kahles (né le 12 janvier 1878 à Lengfurt et mort le 21 janvier 1931 à Great Neck) est un auteur de bande dessinée et illustrateur américain d'origine allemande.

## Biographie
Il a créé de nombreux comic strip dont Clarence the Cop, le premier strip à suivre, The Airshipman (1902-1903), la première bande dessinée d'aviation, et Hairbreadth Harry, qu'il a animé de 1906 à sa mort. Extrêmement prolifique, il a animé jusqu'à huit Sunday strips simultanément tout en réalisant divers illustrations et dessins d'humour.

### Documentation
- (en) Robert C. Harvey, « Kahles, Robert C. », dans Mark C. Carnes (dir.), American National Biography. Supplement 2, Oxford : Oxford University Press, 2005, p. 300-302.